# Adherbal van Numidië
Adherbal (in Numidisch schrift: ⴰⴷⵉⵔⴱⴰⵍ Adirbal) was een Numidische koning ten tijde van de Romeinse Republiek. Hij was de zoon van Micipsa en de kleinzoon van Massinissa. 
Na de dood van zijn vader in 118 v.Chr. regeerde Adherbal gezamenlijk met zijn jongere broer Hiempsal en zijn neef Jugurtha, over de Numidiërs.
Na de moord op zijn broer door Jugurtha, vluchtte Adherbal naar Rome. De Romeinen gaven hem in 117 v.Chr. zijn koninkrijk terug, en Jugurtha kreeg Hiempsals deel van het koninkrijk. In 112 v.Chr. werd Adherbal opnieuw ontdaan van zijn heerschappij door Jugurtha die hem in Cirta belegerde. Hoewel hij zich onder de bescherming van de Romeinen had geplaatst, werd hij uiteindelijk verraderlijk vermoord in 112 v.Chr.